# Giovanni Cerlesi
Giovanni Cerlesi, detto Gianni (Fiorenzuola d'Arda, 1921 – Milano, 3 ottobre 1966), è stato un politico e partigiano italiano.

## Biografia
Nato nel 1921 a Fiorenzuola d'Arda, prese parte alla Resistenza combattendo come partigiano. Militò nelle file del Partito Socialista Democratico Italiano, ricoprendo anche la carica di segretario, e nel 1960 fu eletto nel consiglio provinciale di Piacenza, dove fu anche assessore ai lavori pubblici.
Nel marzo 1965 fu eletto sindaco di Piacenza. A causa di un arresto cardiaco, si spense prematuramente, ancora in carica, il 3 ottobre 1966 presso l'ospedale milanese di Niguarda.
Gli è stata dedicata una via nel quartiere piacentino di Besurica.